# Kowo
Die Kowo (abgeleitet vom Namen von Carl Heinz Wolff) war eine frühe deutsche „Gesellschaft für Filmfabrikation“ in Berlin, die ab den 1910er Jahren produzierte. Direktor und Gründer der Kowo war Carl Heinz Wolff, der sich bei seinen Produktionen bisweilen auch als Regisseur, Drehbuchautor und Schauspieler betätigte.

## Geschichte
Bekannt sind in erster Linie Stummfilme der Gesellschaft. Bereits 1913 entstand der Kowo-Spielfilm Eine ereignisreiche Nacht. Zu den bekannten Stummfilmen gehören auch eine Reihe von frühen Sherlock-Holmes-Verfilmungen zum Teil mit Hugo Flink in der Titelrolle, die zwischen 1917 und 1919 entstanden.
In dem Film Die Mexikanerin von 1919 wirkte Conrad Veidt mit und im Film Gürtel der Basthi Margarete Burg. Eine der Stars der Kowo war 1919/20 die Stummfilmschauspielerin Lya Ley.
Die KOWO war bis in die 1930er-Jahre, später unter den Namen Kowo-Schicht AG (u. a. der Herr der Nacht (1927)) und Kowo-Tonfilm GmbH (u. a. Frau Lehmanns Töchter, Husarenliebe, beide von 1932 und Tante Gusti kommandiert von 1934) firmierend, an Filmproduktionen beteiligt.

## Produktionen (Auswahl)
Diese Liste entstand nach den Angaben der The German Early Cinema Database
| Kowo- Nummer | Titel                                | Jahr | Länge                                                                                          | Zensur | Bemerkungen                                                                             |
| ------------ | ------------------------------------ | ---- | ---------------------------------------------------------------------------------------------- | --- | --------------------------------------------------------------------------------------- |
| -            | Haushaltsschule                      | 1913 | 888 Meter, 3 Akte                                                                              | Polizei, Berlin: Jugendverbot (No. 42217) | -                                                                                       |
| 3381(?)      | Der Erdstrommotor                    | 1917 | -                                                                                              | Polizei, Berlin: Jugendverbot (No. 40838) Polizei, München: Darf nicht als Detektivfilm angekündigt werden (No. 25242, 25243, 25244, 25245) Reichsfilmzensur, München: Jugendverbot (No. 667, 12. August 1921)  | Alternativtitel: Der Geheimnisvolle Hut Serientitel: Sherlock Holmes-Serie. I           |
| 5            | Eine Verzwickte Geschichte           | 1917 | 491 Meter, 2 Akte                                                                              | Polizei, Berlin: Jugendverbot (No. 40767) | Uraufführung: August 1917, Tauentzienpalast                                             |
| -            | Familie Habelmann                    | 1917 | 467 Meter, 2 Akte                                                                              | Polizei, Berlin: Jugendverbot (No. 41271) | -                                                                                       |
| -            | Rechtsanwalt Anna                    | 1917 | 607 Meter, 2 Akte                                                                              | Polizei, Berlin: Jugendverbot (No. 41047) | -                                                                                       |
| 27           | Senta als Nachtwächter               | 1918 | 560 Meter, 2 Akte                                                                              | Polizei, Berlin: Jugendverbot (No. 42193) | -                                                                                       |
| 63           | X Y Z                                | 1918 | 1406 Meter, 4 Akte                                                                             | Polizei, Berlin: Jugendverbot (No. 41736) Polizei, München: Darf nicht als Detektivfilm angekündigt werden (No. 27448, 27449, 27450, 27451, 27452)                                                              | Serientitel: Sherlock Holmes-Serie. IV                                                  |
| 64           | Proppen und Pröppchen                | 1918 | 653 Meter, 2 Akte                                                                              | Polizei, Berlin: Jugendverbot (No. 41807) | -                                                                                       |
| 65           | Brockhaus, Band dreizehn             | 1918 | 1320 Meter, 4 Akte                                                                             | Polizei, Berlin: Jugendverbot (No. 41953) Polizei, München: Darf nicht als Detektivfilm angekündigt werden (No. 28627, 28628, 28629, 28630)                                                                     | Serientitel: Sherlock Holmes-Serie. V                                                   |
| 66           | Micke und Müke                       | 1918 | 608 Meter, 2 Akte                                                                              | Polizei, Berlin: Jugendverbot (No. 42052) | -                                                                                       |
| 67           | Was er im Spiegel sah                | 1918 | 1263 Meter, 4 Akte                                                                             | Polizei, Berlin: Jugendverbot (No. 42181) Polizei, München: Darf nicht als Detektivfilm angekündigt werden (No. 28631, 28632, 28633, 28634)                                                                     | Serientitel: Sherlock Holmes-Serie. VI [Nach D: I]                                      |
| 69           | Das Schicksal der Renate Jongk       | 1918 | 1345 Meter, 4 Akte 1395 Meter, 4 Akte 1315 Meter, 4 Akte                                       | Polizei, Berlin: Für die Dauer des Kriegs verboten (No. 42226) Polizei, Berlin: Jugendverbot (No. 42226) Reichsfilmzensur, Berlin: Jugendverbot (No. 4952, 7. Januar 1922)                                      | Serientitel : Sherlock Holmes-Serie. VIII [Nach D: III]                                 |
| 76           | John Barrens und seine Geliebte      | 1919 | 1462 Meter, 4 Akte                                                                             | Polizei, Berlin: Jugendverbot (No. 43177) | -                                                                                       |
| 72           | Senta als Droschkenkutscher          | 1918 | 435 Meter, 2 Akte                                                                              | Polizei, Berlin: Jugendverbot (No. 42404) | -                                                                                       |
| 73           | Tante Minchens Abenteuer             | 1918 | 629 Meter, 2 Akte                                                                              | Polizei, Berlin: Jugendverbot (No. 42467) | -                                                                                       |
| 74           | Der Verheiratete Junggeselle         | 1918 | 952 Meter, 3 Akte                                                                              | Polizei, Berlin: Jugendverbot (No. 42456, 09.10.1918) | 61 Zwischentitel                                                                        |
| -            | Er muss aufs Land                    | 1918 | 626 Meter, 2 Akte                                                                              | Polizei, Berlin: Jugendverbot (No. 42526) | -                                                                                       |
| -            | Die Giftplombe                       | 1918 | 1219 Meter, 4 Akte                                                                             | Polizei, Berlin: Jugendverbot (No. 42384) | Sherlock Holmes-Serie. VII [Nach D: II]                                                 |
| -            | Der Goldfisch aus dem Hinterhaus     | 1918 | 557 Meter, 2 Akte                                                                              | Polizei, Berlin: Jugendverbot (No. 41577) | -                                                                                       |
| 77           | Lo’s erster Maskenball               | 1919 | 767 Meter, 3 Akte                                                                              | Polizei, Berlin: Jugendverbot (No. 43179) | -                                                                                       |
| 79           | Die Universalkur                     | 1918 | 765 Meter, 3 Akte 798 Meter, 3 Akte                                                            | Polizei, Berlin: Jugendverbot (No. 42644) Reichsfilmzensur, München: Jugendverbot (No. 691, 30. August 1921) | -                                                                                       |
| 84           | Amor Venus postlagernd               | 1919 | 857 Meter, 3 Akte 804 Meter, 3 Akte                                                            | Polizei, Berlin: Jugendverbot (No. 42866) Reichsfilmzensur, München: Jugendverbot (No. 690, 30. August 1921) Landeszensur Bayern 1920 [17, 1.–15. Oktober 1920]                                                 | -                                                                                       |
| 84           | Raffles                              | 1919 | 1074, Akte                                                                                     | Polizei, Berlin: Jugendverbot (No. 42749) | Alternativtitel: Zwanzigtausend Mark Belohnung                                          |
| 85           | Senta als Paukenmamsell              | 1919 | 537 Meter, 2 Akte                                                                              | Polizei, Berlin: Jugendverbot (No. 42878) | -                                                                                       |
| 86           | Das Doppelte Stelldichein            | 1919 | 720 Meter, 3 Akte 665 Meter, 664 Meter (nach Schnitt), 3 Akte                                  | Polizei, Berlin: Jugendverbot (No. 43400) Reichsfilmzensur, Berlin: Jugendverbot (No. 2667, 15. August 1921) | -                                                                                       |
| 87           | Die Rätselhafte Sphinx               | 1919 | 1312 Meter, 4 Akte                                                                             | Polizei, Berlin: Jugendverbot (No. 43256) | -                                                                                       |
| 88           | An den Ersten Staatsanwalt           | 1919 | 857 Meter, 3 Akte 804 Meter, 3 Akte                                                            | Polizei, Berlin: Jugendverbot (No. 42769) Reichsfilmzensur, Berlin: Jugendverbot (No. 4054, 18. August 1921) Landeszensur Bayern 1920 [8, 1.–15. September 1920]                                                | Alternativtitel: An den Herrn Ersten Staatsanwalt Serientitel: Sherlock Holmes-Serie. X |
| 93           | Echte Perlen                         | 1919 | 1030 Meter, 4 Akte 1007 Meter, 4 Akte 976 Meter, 4 Akte                                        | Polizei, Berlin: Jugendverbot (No. 43316) Landeszensur Bayern 1920 [6, 1.–15. September 1920] Reichsfilmzensur, Berlin: Jugendverbot (No. 2653, 13. August 1921)                                                | Serientitel: Sherlock Holmes-Serie. XI                                                  |
| 107          | Die Tochter der Madame Dubussier     | 1919 | 1246 Meter, 4 Akte 1211 Meter, 4 Akte [Nach ZLB] 1623 Meter, 1614 Meter (nach Schnitt), 5 Akte | Polizei, Berlin: Jugendverbot (No. 43577) Landeszensur Bayern 1920 [29, 1.–15. Dezember 1920] Reichsfilmzensur, Berlin: Jugendverbot (No. 1410, 25. Februar 1921)                                               | Uraufführung: November 1919                                                             |
| 108          | Der Mord im Splendid-Hotel           | 1919 | 1258 Meter, 4 Akte 1119 Meter, 4 Akte                                                          | Polizei, Berlin: Jugendverbot (No. 43589) Reichsfilmzensur, München: Jugendverbot (No. 542, 20. Juni 1921) | -                                                                                       |
| 110          | Die Wette                            | 1919 | 1125 Meter, 4 Akte 1063 Meter, 4 Akte                                                          | Polizei, Berlin: Jugendverbot (No. 43629) Reichsfilmzensur, München: Jugendverbot (No. 543, 20. Juni 1921) | -                                                                                       |
| 113          | Mamsell Tunichtgut                   | 1919 | 464 Meter, 3 Akte 442 Meter, 3 Akte [Nach ZLB] 435 Meter, 3 Akte                               | Polizei, Berlin: Jugendverbot (No. 42932) Landeszensur Bayern 1920 [11, 15.–30. September 1920] Reichsfilmzensur, München: Jugendverbot (No. 702, 8. Februar 1921)                                              | -                                                                                       |
| 133          | Die Kassette                         | 1917 | 1323 Meter, 4 Akte 1214 Meter, 4 Akte                                                          | Polizei, Berlin: Jugendverbot (No. 41070) Polizei, München: Darf nicht als Detektivfilm angekündigt werden (No. 25810, 25811, 25812, 25813) Reichsfilmzensur, München: Jugendverbot (No. 763, 12. Oktober 1921) | Serientitel: Sherlock Holmes-Serie. II                                                  |
| 312          | Der Schlangenring                    | 1918 | 1135 Meter, 4 Akte                                                                             | Polizei, Berlin: Jugendverbot (No. 41489) Polizei, München: Darf nicht als Detektivfilm angekündigt werden (No. 26695, 26696, 26697, 26698)                                                                     | Serientitel: Sherlock Holmes-Serie. III                                                 |
| -            | Die Dose des Kardinals               | 1919 | 1327 Meter, 4 Akte 1276 Meter, 4 Akte 1205 Meter, 4 Akte                                       | Polizei, Berlin: Jugendverbot (No. 42694) Landeszensur Bayern 1920 [10, 15.–30. September 1920] Reichsfilmzensur, Berlin: Jugendverbot (No. 4053, 25. Oktober 1921)                                             | Alternativtitel: Die Dose des Cardinals Serientitel: Sherlock Holmes-Serie. IX          |
| -            | Die Feindlichen Nachbarn             | 1919 | 610 Meter, 3 Akte                                                                              | Polizei, Berlin: Jugendverbot (No. 43444) | -                                                                                       |
| -            | Der Gürtel der Basthi                | 1919 | 200 Meter, 4 Akte                                                                              | Polizei, Berlin: Jugendverbot (No. 43307) | Alternativtitel: Der Gürtel der Vasthi, Premiere: August 1919, Astoria, Leipzig         |
| -            | Die Mexikanerin                      | 1919 | 5 Akte                                                                                         | - | Das 1. Negativ verbrannte am 7. Februar 1919.                                           |
| -            | Sklaven des zwanzigsten Jahrhunderts | 1920 | 1833 Meter, 5 Akte                                                                             | Reichsfilmzensur, Berlin: Jugendverbot (No. 11, 9. Juli 1920) | Alternativtitel: Der Gefangene 105 Zwischentitel                                        |